# Singh c. Ministre de l'Emploi et de l'Immigration
Singh c. Ministre de l'Emploi et de l'Immigration est un arrêt de principe de la Cour suprême du Canada rendu en 1985 dans les domaines du droit administratif, du droit de l'immigration et du droit constitutionnel. 

## Les faits
Entre 1977 et 1980, Harbhajan Singh, six ressortissants étrangers sikhs et un du Guyana ont tenté de revendiquer le statut de réfugié au sens de la Convention en vertu de la Loi sur l'immigration de 1976 au motif qu'ils craignaient avec raison d'être persécutés dans leur pays d'origine. Ils se sont vu refuser le statut par le ministre de l'Emploi et de l'Immigration sur l'avis du Comité consultatif sur le statut de réfugié.
Les six ressortissants étrangers ont contesté les procédures en vertu de la Loi sur l'immigration au motif qu'elles contrevenaient à l'article 7 de la Charte canadienne des droits et libertés et à l'article 2 (e) de la Déclaration canadienne des droits. 
Le gouvernement fédéral prétendait qu'étant donné qu'ils n'avaient aucun statut à l'intérieur du pays, ils n'étaient pas assujettis à la Charte.

## Jugement de la Cour suprême
Les pourvois des ressortissants étrangers sont accueillis. 
Les six juges présents ont accepté d'accueillir l'appel. Le juge Ritchie n'a pas pris part au jugement. 

## Motifs du jugement
La Cour a conclu que les sept ressortissants étrangers étaient protégés par la Charte et que leurs droits avaient été violés. La juge Bertha Wilson (écrivant au nom du juge en chef Dickson et de Lamer) a rédigé la décision en se fondant sur les droits à la sécurité de la personne et à la justice fondamentale prévus à l'article 7. 
Elle a également conclu que l'affirmation du gouvernement selon laquelle accorder une audience aux réfugiés constituerait un fardeau était une préoccupation trop utilitaire et que la commodité administrative est rarement assez convaincante pour justifier la violation d'un droit garanti par la Charte.
Les autres juges (Beetz, Estey et McIntyre), en accord avec le juge Wilson, se sont prononcés en faveur des demandeurs de droits, mais en vertu de l'article 2 (e) de la Déclaration des droits. Le juge Jean Beetz, écrivant pour cette moitié de la Cour, a fait remarquer que l'article 26 de la Charte dispose que les droits prévus en dehors de la Charte ne sont pas invalidés et que la Déclaration des droits a donc toujours un rôle à jouer dans le droit canadien. Beetz a ensuite affirmé qu'en l'espèce, les réfugiés s'étaient vu refuser des audiences. Ainsi, leurs droits en vertu de l'article 2e) D.C.D à des procès équitables et à la justice fondamentale ont été violés. 